# Хан (титул)
Хан (монг. хаан — властитель, монарх) — азиатский владетель, монгольский и тюркский титул, также носитель этого титула. 
Изначально ханами называли вождей племени. 
Царям и знати не надо давать многообразных цветистых имен, как то делают другие народы, в особенности мусульмане. Тому, кто на царском троне сидит, один только титул приличествует — Хан или Каан. Братья же его и родичи пусть зовутся каждый своим первоначальным (личным) именем.
В государствах, образовавшихся после распада Монгольской империи, хан — титул государя, в Османской империи — титул султана. В Азербайджане при Сефевидах хан — правитель области, а также один из титулов военно-феодальной знати. В некоторых странах титул хана мог получить только прямой потомок Чингисхана по мужской линии. Впервые засвидетельствован в китайских источниках применительно к центральноазиатскому племени сяньби (III век). Жужаньский каганат был первым образованием, в котором титулы хан и каган (хан ханов) сменили ранее распространённый у степных кочевников хунну титул шаньюй. Более древняя форма титула государей у восточных народов, по-видимому, была хакан. В Персии титул хан присваивался губернаторам.

## История
Предшественники Шелуня, который стал девятым правителем жужаней, носили титул шен-ю, а он переменил его на «хакан» (в Китае «kho-han» — хан ханов), имевший значение «императора». Постепенно в центральной Азии все государи приняли титул хакана. До XII столетия слово хакан употреблялось для обозначения верховного властелина тукюэ, уйгуров, монголов, даже китайцев и маньчжуров. Слово «хан» означало просто «господин», а как титул встречается в истории лишь с XI столетия, так, китайские историки упоминают об этом титуле, и существовал он у тобатов, и употреблялся, главным образом, монголами на своих монетах. Титул становится известным европейским историкам только с появлением сельджуков, в 1037 году, так, константинопольские султаны приняли для себя оба титула — хана и хакана. 
Во время персидского владычества Закавказским краем ханами назывались наследственные правители отдельных провинций Персии, например — карабагский хан, шекинский хан, нахичеванский хан и другие.

## Избрание ханов в Казахском ханстве

### Избрание хана в независимом Казахском ханстве
В Казахском ханстве о предстоящих выборах хана (хан сайлау) заранее объявлялось жасауылами (см. Есаул) всем родам казахов. По этому случаю женщины и дети надевали свои лучшие наряды. Мужчины приезжали на маслихат во всеоружии. Без него они не имели права голоса и могли быть притеснены более молодыми и сильными воинами.
Собрание открывала молитва ходжи, затем слово предоставлялось уважаемому аксакалу. Перед народом выступали кандидаты в ханы. Они произносили речь о своих заслугах и праве на ханский титул. Затем произносили речь их сторонники. Каждый мог выступить перед народом. Народ выражал волю возгласами одобрения или неприятия.
После того, как определялся хан, выступали его сторонники, произносилась хвалебная речь, где наряду с заслугами говорили и о его недостатках.
На пятницу назначался ритуал «поднятия хана» (хан Көтеру). На верхушке холма застилали белую кошму. Два уважаемых человека сажали хана на неё лицом в сторону Мекки. Затем четверо из числа наиболее уважаемых султанов, биев, баев и батыров три раза поднимали хана на кошме над головой. Хан объявлялся официально избранным. За этим следовали поздравления хана и повторное его поднятие над головой уже соратниками, претендентами и аксакалами.
С хана снимали верхнюю одежду и разрубали её на мелкие кусочки, их уносили с собой как реликвию. Взамен его одевали в новые сшитые специально для него белые халат и колпак. Скот избранного хана делили между собой все присутствовавшие на избрании для того, чтобы поделиться с теми, кто не смог присутствовать. Этот обычай назывался «ханские гостинцы» (хан сарқыт, ср. обычай «потлач» у североамериканских индейцев). Он символизировал, что хан не имеет своего имущества. Его богатство — богатство его подданных.
Если хан не оправдывал надежд и угнетал своих подданных, решением маслихата его низлагали. У хана отбирали всё имущество. Он не имел права сопротивляться, если хан или султан сопротивлялся и при этом пострадали люди, он обязан был выплатить выкуп. А если пострадали толенгуты хана, выкуп не платили. Этот обычай назывался «грабёж хана» (хан талау). Хан талау применялся и к баям. Первый и единственный хан, к которому он применялся — Тахир-хан.

### Избрание хана Казахского ханства в составеРоссийской империи
Избрание ханом Младшего жуза Ширгазы, сына Айшуак-хана:

По получению известия об утверждении избрания Государем императором военный губернатор оренбургский, князь Волконский, назначил день для торжественного возведения и дал знать как самому хану, так и знатнейшим султанам, родоправителям и старейшинам киргизским, чтобы они к 23 числа августа (1812 г.) прикочевали с народом к левому берегу Урала.
22 августа один штаб-офицер с несколькими обер-офицерами и переводчиками послан был в степь объявить приблизившемуся к границе хану, что на другой день будет торжество.
23 числа о начале церемонии было возвещено в 7 часов утра тремя пушечными выстрелами с крепости. В 8 часов один штаб-офицер с двумя обер-офицерами и конвоем приехал сказать Ширгазы, что приготовления окончены и что его просят отправиться на место торжества.
Между тем посланы были к нему карета и две коляски. В карету сел он сам с одним султаном, с присланным к нему штабс-офицером и переводчиком, коляски наполнились почтеннейшими султанами и приближенными. Впереди ханской кареты ехали два офицера с четырьмя урядниками, сзади оной — 50 казаков. За прочими экипажами следовали толпы конных киргизов.
В то же время, когда отправился хан от своей кибитки, выехал по данному знаку и военный губернатор из крепости. По прибытии обоих на место торжества стоявшие в ружьё солдаты отдали честь, забили в барабаны и заиграла музыка. Войско при сём было следующее: 200 казаков оренбургских, один полк тептярский, 300 башкирцев, гарнизонный полк пехоты и артиллерийская рота.
Тотчас по приезде военный губернатор, взойдя вместе с ханом на приготовленное возвышение, объявил всему собравшемуся народу Высочайшую волю Государя на утверждение Ширгазы и велел читать императорскую о том грамоту на русском и татарском языках.
Потом хан стал на ковре на колени и произнёс торжественно перед Аль-Кораном присягу верности России, повторяя слова оной вслед за читавшим её по утвержденной форме первенствующим из магометанского духовенства. В заключении поцеловал он Коран, поднял его над головой и, встав, приложил к присяжному листу печать свою.
После того произведен был 21 выстрел из орудий артиллерии, бывшей в строю, и 11 выстрелов из шести орудий с крепостей; из ружей пущен беглый огонь, барабаны зазвучали и музыка опять заиграла. Между тем надели на хана присланные для него от двора соболью, богатою парчой покрытую шубу, шапку и золотую саблю с надписью его имени. Шапку надевал на него генерал-майор, шубу — полковник, а саблю подполковник. Наконец, военный губернатор вручил ему императорскую грамоту на ханское достоинство и он, поцеловав её, поднял над головой.
Тут все разъехались, но в 4 часа пополудни военный губернатор опять прислал хану карету и коляски, для приглашения его со свитою к обеду. При входе его в комнату заиграла музыка, за обедом, после императорской фамилии, пили за его здоровье с пушечной пальбою; после обеда дан был бал.
На другой день киргизы были угощаемы в степи без церемоний. На третий день в степи сделан им прощальный обед и роздано множество подарков.

## Избрание ханов вКрымском ханстве
Для избрания хана беи четырёх знатнейших крымских родов (аргын, кипчак, ширин и барын) собирались на курултай, где принимали решение о кандидатуре. Новоизбранного хана поднимали на белом войлочном полотнище, читали над ним мусульманские молитвы, а затем торжественно возводили на престол. Кандидатуры на ханский пост могли выдвигаться лишь из числа потомков Чингисхана, а конкретнее — из рода Гераев. Среди этих лиц, в свою очередь, тоже существовала очерёдность: наиболее предпочтительными кандидатами считались два младших брата правящего хана и лишь затем — ханские сыновья. С 1478 г, после вхождения Крыма в унию с Турцией, результат выбора, сделанного беями, стал утверждаться османским султаном. Постепенно к султанам перешло решающее слово в назначении крымского правителя, и церемония выбора хана беями к XVIII в. превратилась в формальность, которая символически подтверждала султанский указ.

## Ханы Сибирские
В Сибирском ханстве в последние годы его существования власть оспаривали Тайбугиды (не принадлежали к Чингизидам и не имели права на титул хана) и Шибаниды. Последние одержали победу, но не надолго и потеряли её под напором русской регулярной армии. Кучумовичи ещё около 200 лет при поддержке кочевых народов пытались стать местными правителями, но окончательно сошли с исторической арены. Часть семьи Кучума была взята в плен и до 1718 года сохраняла титул в Российской империи. Тайной канцелярией Петра I члены Сибирской династии были лишены права называться царевич-князь, им осталось только княжеское достоинство. Октябрьская социалистическая революция 1917 года сделала данный указ юридически ничтожным. Ныне живущие потомки Хана Кучума, проживающие в Иране и России, имеют формальное право избрания на ханство. Как и с Крымским ханством, достаточно решения курултая четырёх родов — аргын, кипчак, ширин и барын.

## Назначение ханов в Касимовском ханстве
Касимовское ханство имело вассальную зависимость от Москвы. Ханы там назначались царём Московским из числа потомков Чингисхана. Имели место назначения из Казанской, Крымской, Казахской, Большеордынской и Сибирских династий.